# Aigeus

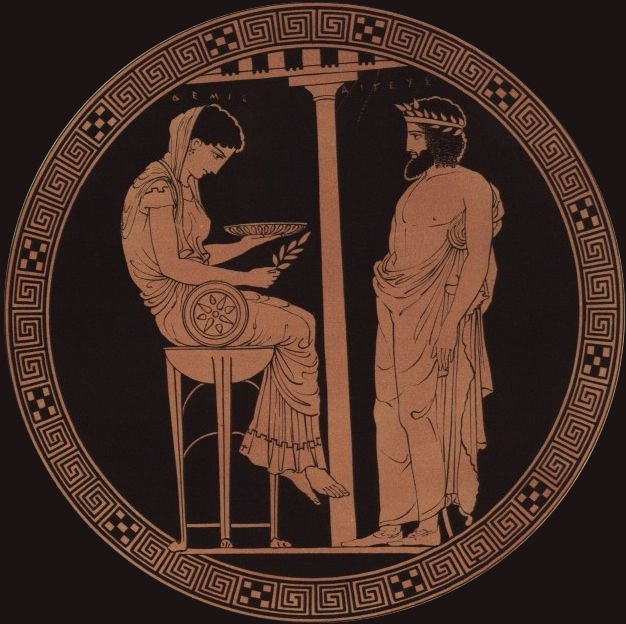
Themis och Aigeus

Aigeus (grekiska Aigeys, latin Ægeus) var i grekisk mytologi Pandions son, Kekrops sonson och konung i Aten. Hans ryktbaraste son var Theseus.
Det var Aigeus som hade den otacksamma uppgiften att sända unga atenare till Minos på Kreta att offras till Minotauros. Han lät motvilligt sin son medfölja skeppet till Minos för att få slut på tributen. När Theseus återvände hem efter att ha dödat Minotauros glömde han sitt löfte att, om han segrat, hissa vita segel i stället för de vanliga svarta. Aigeus stod varje dag på en klippa vid stranden och spanade ut över havet. När han äntligen upptäckte Theseus skepp vid horisonten såg han att seglet var svart. Övertygad om att Theseus omkommit störtade sig Aigeus av förtvivlan i havet som därefter efter honom kallades det egeiska.